# Alfred Albini
Alfred Albini, hrvaški arhitekt, * 15. julij 1896, Gradec, Avstro-Ogrska, † 4. november 1978, Zagreb, Jugoslavija.

## Življenje in delo
Sin skladatelja Srečka Albinija je arhitekturo  študiral na Tehniški fakulteti v Zagrebu (1919 do 1923). Na tej fakulteti je leta 1925 postal asistent, bil od 1939 docent ter nato do upokojitve 1962 redni profesor. Predaval je projektiranje in zgodovino arhitekture. Bil je pobudnik modernih idej , aktiven predvsem med obema svetovnima vojnama. Projektiral in zgradil je več družinskih hiš in javnih zgradb. Glavna dela: Dom kulture na Sušaku pri Reki, zgradba Tehnološke fakultete v Zagrebu, Hrvatski dom in Mestna hranilnica v Osijeku. Za življenjsko delo je prejel leta 1963 Nagrado mesta Zagreb in 1969 Nagrado Vladimir Nazor. 
Ukvarjal se je tudi s slikarstvom. Njegov slikarski opus ni velik, je pa zanimiv glede na svobodno prikazovanje urbanih motivov. V raznih hrvaških strokovnih revijah je objavljal teoretične članke s področja sodobne arhitekture. 